# چلفانت سنت جایلز
چلفانت سنت جایلز (به انگلیسی: Chalfont St Giles) یک روستا و محله مدنی در بریتانیا است که در Chiltern واقع شده‌است. چلفانت سنت جایلز ۵٬۹۲۵ نفر جمعیت دارد.